# Grundforskning
Grundforskning er forskning med henblik på at erhverve ny viden og indsigt uden primært sigte på bestemte praktiske mål eller anvendelser. Grundforskning danner som hovedregel fundament for mere specialiserede former for forskning, herunder nicheforskning og anvendt forskning, og under visse omstændigheder kan grundforskningen komme til at stå i modsætning til specielt anvendt forskning. Dette er først og fremmest tilfældet i perioder, hvor tildeling af offentlige forskningsmidler er knappe eller rammes af decideret økonomiske nedskæringer. I sådanne situationer øges risikoen for at modsætningerne skærpes mellem grundforskningen og den anvendte forskning, da det i sådanne situationer ofte er den anvendte forskning, der er i stand til at tilegne sig en overvægt af de knappe ressourcer i kraft af de økonomiske indtjeningsmuligheder, der i højere grad er tilknyttet den anvendte forskning. En sådan nedskæring af midler til grundforskningen har som umiddelbar konsekvens, at det forskningsmæssige og videnskabelige grundlag, som al specialiseret forskning er baseret på, vil udsættes for en generel forringelse. Dette dilemma er et ofte tilbagevendende problem for grundforskningen, som det kræver en stor og bred politisk opbakning for at imødegå. Derudover er der etisk dilemma om hvordan forskningen anvendes til gavn eller skade for verden.